# (6562) Takoyaki
(6562) Takoyaki ist ein Asteroid des Hauptgürtels, der am 9. November 1991 von den japanischen Astronomen Masayuki Yanai und Kazurō Watanabe am Kitami-Observatorium (IAU-Code 400) in Kitami, Unterpräfektur Okhotsk in Hokkaidō entdeckt wurde.
Der Asteroid wurde am 27. April 2002 nach dem kleinen warmen Gericht Tako-yaki benannt, das unter anderem als Snack bei Festen und in Vergnügungsparks beliebt ist und nicht mit Stäbchen, sondern mit einem japanischen Zahnstocher gegessen wird.